# 锦屏镇 (宜阳县)
锦屏镇，是中华人民共和国河南省洛陽市宜阳县下辖的一个乡镇级行政单位。

## 行政区划
锦屏镇下辖以下地区：
高桥村、灵山村、八里堂村、马庄村、大雨淋村、焦家凹村、陈宅村、乔岩村、东店村、后庄村、铁炉村、河下村、杨店村、周村、苗村、洛阳氮肥厂社区、郑铝五〇三厂社区、洛阳第二水泥厂社区和宜阳火车站社区。